# Darius Šilinskis
Darius Šilinskis (Mažeikiai, 18 maggio 1984) è un ex cestista lituano.

## Palmarès
- Campionato lituano: 2

Žalgiris Kaunas: 2002-03, 2006-07
- Coppa di Slovacchia: 1

SPU Nitra: 2012